# Tarantola (film 1920)
Tarantola (Die Tarantel) è un film muto del 1920 diretto da Rudolf Biebrach.

## Produzione
Il film fu prodotto dalla Messter Film GmbH (Berlin).

## Distribuzione
Distribuito dalla Universum Film (UFA), il film uscì nelle sale cinematografiche tedesche presentato in prima alla Mozartsaal di Berlino il 17 settembre 1920. In Finlandia, fu distribuito il 3 gennaio 1921 mentre in Italia ebbe il visto di censura 18019 del marzo 1923.